# アプリックス
株式会社アプリックスは、 東京都新宿区に本社を置く組み込み開発企業。

## 概要
2023年現在、IoTおよびMVNOサービスを中核としている。IoTソリューションを販売する株式会社BEAMO、およびMVNOサービスを販売するスマートモバイルコミュニケーションズ株式会社（スマモバ）を傘下に持つ。
主な製品は、Bluetooth対応ビーコン「MyBeacon」があり、パイオニアの自動車向けサービスやKDDIの動物園向けサービスなどで採用されている。当社のIoT技術はフランケの浄水器やネスレのコーヒーマシンなどで採用されている。ネスレのコーヒーマシンでは、本体のWi-Fi機能から公式アプリ「ネスカフェ アプリ」までを開発しており、このように、IoT製品を組込みからクラウドまでワンストップで開発できるのが強みである。スマモバとの連携に関しては、子会社のスマモバの販路で、当社の開発した法人向けIoT用データ通信サービス「unio」やサブスク型のLTEデータ通信機能付きドライブレコーダー「AORINO」などを販売している。
組み込み開発企業として創業し、1997年に家電向け組み込みJavaプラットフォーム「JBlend」を開発。JBlendは2000年代初頭から2010年代初頭にかけて、世界トップシェアの携帯電話向け組み込みJavaプラットフォームとして、日本で普及した高機能携帯電話（ガラケー）の60%強（メーカー内製を除くとほぼ全て）の機種で採用された。2000年代にガラケーのプラットフォーム開発で急成長したメーカーとして株式会社アクセスと並び称されたが、2000年代末よりスマホの普及とともにガラケー市場がしぼみ、業績が悪化。そのため、2010年代前半にはゲーム会社、アニメ会社、出版社を傘下に擁するコンテンツ会社に変革しようとするも、失敗し、さらに業績が悪化。
2016年以降、継続企業の前提に重要な疑義を生じさせる事態となっていたが、IoTソリューションの開発に主軸を移し、また2019年より光通信グループと提携してMVNOサービスの販売を開始したことで、2020年に8期ぶりに黒字化。2022年度の黒字をもって疑義注記も解消し、2024年12月期には上場来初配当を実施するまで業績が回復。2025年現在、2025年12月期末までに上場維持基準への適合に向けた取組を進めている。

## 沿革

### 組み込み企業として創業
1986年、当時大学生だった郡山龍（創業者）が組み込み開発企業として創業。郡山は大学卒業後、マイクロソフト株式会社（現・日本マイクロソフト株式会社）に入社し、米マイクロソフト本社にてOS/2開発のプロダクトマネジャーを務めていたが、退職してアプリックスの経営に復帰した。1990年代から2000年代初頭にかけての当社の主な製品はCD-Rライティングソフトの「CDWriter」で、当時はCDドライブの普及期ということもあって売り上げを伸ばした。しかし、2000年代に入るとCD-RライティングソフトがOSに標準搭載されるようになり、販売を終了した。
1997年にKDD社などと協同し、プリペイド式の電子マネー「ビットキャッシュ」を開発。この頃より普及し始めた「インターネット」というサービスを通じたデジタルコンテンツの利用というニーズに合わせたもので、1990年代後半においてアスキーサムシンググッド社の「WebMoney」と並ぶ電子マネーの代表的な商品となった。
1997年に家電など組み込み向けのJavaプラットフォーム「JBlend」を発表。2001年より各社のJava対応携帯電話で採用が始まり、急激に売り上げを伸ばす。2003年には東証マザーズに上場を果たす。
2005年にはNTTドコモが筆頭株主となる。2005年当時、ドコモのみならずVodafone（J-Phone）、KDDI(au)という日本の全てのキャリアの全てのJava対応携帯電話でJBlendが採用されていた。当時のフィーチャーフォンにおいて、JBlendは単なるJavaプラットフォームではなく、実質的にはOSの役目を担っていた。2005年当時の世界の携帯電話の販売台数が8億1700万台、そのうち4億台を占めるJava携帯の約20％がJBlendを搭載しており、50％ほどを占めると想定されるメーカー内製のJava環境を除くと、世界トップシェアにあった。国内では、Java搭載携帯電話機約700万台中450万台程度を占め、60％強の市場占有率を誇った。
2007年、アプリックス社はGoogle社に、Google社が当時開発を進めていた次世代携帯電話向けOS（後のAndroid）の推進団体「Open Handset Alliance」への加盟を要請される。当時、アプリックスはJBlendの次世代基盤システム（実質的にはOS）である「AMF（Aplix middleware framework）」の開発を進めていたが、Google社は次世代OSを無償配布する予定であったため、もはやアプリックス社は基盤システムのライセンスで稼ぐ市場が無くなったと判断。2007年、アプリックスはOpen Handset Allianceに加盟し（設立メンバーの中で唯一の国内企業）、同時に76億円の特損を出して次世代基盤システムの開発を終了した。

### 総合エンターテイメント企業へ
2007年に発売された初代iPhone、そしてGoogle社が2008年にリリースしたAndroidによって、スマホの普及が始まり、フィーチャーフォンの基盤システムであったJBlendの売り上げは次第に減少し、アプリックスは2009年12月期に赤字に転落する。次の成長ドライバーがない中、2009年にアプリックスは携帯電話ゲームコンテンツ開発会社でフィーチャーフォン向けゲーム配信サービス最大手のジー・モードと提携。ジー・モード創業者でゲームクリエーターの宮路武を経営の中心に据え、総合エンターテインメント企業へと変革を図る。2009年には当時の携帯電話用ゲーミングコントローラ最大手の米Zeemote社を買収し、ゲーミング業界に参入した。
2011年にはアニメ制作会社のAICを買収し、さらにジー・モードを完全子会社化する。アプリックス社は総合エンターテインメント企業となり「ガイアホールディングス株式会社」へと社名を変更した。宮路武の主導のもと、2011年12月期には売り上げが105億円を超え、絶頂期を迎える。
しかし、2011年に宮路武が急逝。2012年にはオンラインコミック配信会社のフレックスコミックス、児童書のほるぷ出版を買収するも、「天才ゲームクリエーター宮路武のこころざしを継承」してジー・モードの社長に就任したガイアホールディングスの郡山社長は総合エンターテインメントを扱うことができず、ガイアホールディングスグループは再び赤字に転落した。そのため、M2M事業を中心に据える方針に転換し、2013年にはアプリックスを冠した「アプリックスIPホールディングス」に商号を変更した。
2014年には早速AICおよびジー・モードを売却。ジー・モードは当時まだフィーチャーフォン向けが堅調で赤字でこそないものの、スマホへの対応に出遅れていた。また、AICは単体で赤字である上に、編集スタジオなどの施設の維持費も重荷となっていたので、早急に整理が必要だった。ただし、出版事業は利益が出ていたため、もうしばらく保有することになった。
M2M事業に関しては、2013年より、M2M市場向けにJBlendをベースとしたソフトウェア基盤技術の開発を進めた。JBlendを採用した携帯電話は、2012年時点で8億台に達し、先進国ではスマホの普及が急速に進んでいるとは言え、フィーチャーフォン向けに未だ根強い需要があった。今後はJBlendの海外の新興市場での普及を見込んでいたが、しかし、2014年には海外のJBlendの採用例が全くなくなってしまった。結局、2014年に海外事業所を閉鎖し、JBlend事業を終了する。
この結果、売上高は著しく減少し、損失は著しく増加。2015年11月には継続企業の前提に重要な疑義を生じさせる事態となった。

### IoT企業へ
2013年にBeaconモジュール「BM1」の販売を開始。2014年にはアップルのiBeacon認証を受けた「MyBeacon」シリーズの販売を開始し、IoT事業を中心に据える方針に転換する。
アプリックスのBeacon端末「お届けビーコン」は、2015年にパイオニア社の「クルマDEビーコン サービスプラットホーム」に採用され、また「お知らせビーコン」は、2015年にはKDDI社の「IoT傘立て」「IoTゴミ箱」に採用されるなど、家電の組み込み用として採用数を伸ばし、経営が幾分改善する。
IoTソリューション事業が中核事業として立ち上がってきたことから、2016年にはNTTドコモとの提携を終了（ただし市場には「ドコモに見放された」と受け取られ、株価は反落）。さらに、2017年には非中核事業であるフレックスコミックスとほるぷ出版を売却し、商号を「株式会社アプリックス」に変更。
2019年、光通信が筆頭株主になる。光通信の傘下でMVNOサービス「スマモバ」を運営するスマートモバイルコミュニケーションズを子会社化し、MVNO事業に参入。
2020年12月期に8期ぶりの黒字化。2022年12月期は再び黒字となり、2023年2月にはついに「疑義注記」が解消された。

## 参照
1. ↑  ソフトは無料になり、ハードも利益ゼロに近づく時代を生き抜くために 経営者 郡山龍 転職ならdodaエンジニア IT
2. ↑  ドコモがアプリックスの筆頭株主に ケータイWatch
3. ↑  次世代ケータイ開発を一変させるソフト基盤とは？：組み込み企業最前線 － アプリックス －（1/2 ページ） - MONOist
4. ↑  【決算】アプリックスの2005年決算，「ケータイ向け新ソフト基盤に2年で40億円を投資」 日経クロステック（xTECH）
5. ↑  アプリックス、携帯電話用のゲームコントローラ会社を台湾に設立 - CNET Japan
6. ↑  「俺の妹」などのアニメ制作会社AIC、アプリックスが子会社化 - ITmedia NEWS
7. ↑  天才ゲームクリエーター宮路武のこころざしを継承する新たな事業体制へ 株式会社アプリックス
8. ↑  電子デバイス産業新聞で、アプリックスが保有するビーコン関連技術が、パイオニアが自動車業界初のテレマティクスソリューションで採用された件に関して報道 株式会社アプリックス
9. ↑  日経産業新聞で「傘立てにビーコン搭載。雨の予報お知らせ」と題され、アプリックスの「お知らせビーコン」がKDDIのIoT製品で採用された件に関して報道 ｜ニュースリリース 株式会社アプリックス
10. ↑  ＜マザーズ＞アプリックスが反落　NTTドコモとの業務・資本提携終了 - 日本経済新聞
11. ↑  「継続企業の前提に関する注記」の記載解消についてのお知らせ 株式会社アプリックス